# A Mãe (1926)
Mat (bra/prt: A Mãe) é um filme de drama soviético de 1926 dirigido por Vsevolod Pudovkin.

## Elenco
- Vera Baranovskaya como Nilovna-Vlasova[1]
- Nikolay Batalov como Pavel Vlasov[1]
- Aleksandr Chistyakov como Vlasov[1]
- Anna Zemtsova como Anna[1]
- Ivan Koval-Samborsky como Vessovchtchnikov[1]
- N. Vidonov como Misha[1]
- Aleksandr Savitsky como Isaik Gorbov[1]
- Vsevolod Pudovkin como oficial de polícia[1]